# Lett Szovjet Szocialista Köztársaság
A Lett Szovjet Szocialista Köztársaság, rövidítéssel Lett SZSZK (lettül Latvijas Padomju Sociālistiskā Republika, Latvijas PSR, oroszul Латвийская Советская Социалистическая Республика) a Szovjetunió tagköztársasága volt 1940 és 1990 márciusa között, Lettország területén.

## Létrejötte
Az 1939 augusztusában aláírt Molotov–Ribbentrop-paktum értelmében Lettország a Szovjetunió érdekszférájába került. 1940 júniusában a szovjet kormány több lett miniszter leváltását és szovjet katonai egységek Lettországban való állomásoztatását követelte. Az ultimátum a lett kormány számára elfogadhatatlan volt és ez 1940. június 17-én az Ulmanis-kormány lemondásához és új szovjetbarát kormány megalakulásához vezetett. Az  A. Kirhenšteins vezette kormány július 14-15-én parlamenti választásokat tartott, ezen a választáson egyedül a Lett Kommunista Párt vezette Lett Népfront állíthatott jelölteket. Az így megválasztott parlament 1940. július 21-én döntött a Lett Szovjet Szocialista Köztársaság megalakulásáról és kérte annak felvételét a Szovjet Szocialista Köztársaságok Szövetsége tagjai közé, ami augusztus 5-én meg is történt.
1941–44 között a Lett SZSZK német megszállás alatt állt, majd ismét a Szovjetunió része lett.

## Lakosság
A szovjetesítés, a német megszállás, a különböző harci cselekmények és partizánháború során Lettország lakossága súlyos emberveszteséget szenvedett.
A Lett SZSZK megalakulását követően megkezdődött a szovjet megszállók számára veszélyesnek ítélt személyek deportálása. A Gulágra került nemcsak Lettország korábbi miniszterelnöke és gyakorlatilag az utolsó szabad kormány minden tagja, hanem a politikai pártok vezetői és az ország vezető értelmiségijei is. A deportálás ma ismert adatok szerint 35 081 főt érintett (ez szám az ország lakosságának 1,8%-át tette ki), közöttük 3332 16 év alatti gyermeket is.

## Államszervezet
A Lett SZSZK alkotmányát a Szovjetunió többi köztársaságai alkotmányának mintájára 1940-ben fogadták el. Az alkotmány értelmében a Lett SZSZK törvényhozó szerve a Legfelsőbb Tanács lett, míg a Népbiztosok Tanácsa lett a kormány elnevezése. A köztársaság területén a Szovjetunió Büntető (1961-ig) és Polgári (1964-ig) Törvénykönyve volt érvényben [forrás?]. A földeket és az ipari üzemeket államosították, 1947–52 között megtörtént az ország teljes kollektivizálása. 1951-ben alkotmányba iktatták, hogy a Lett SZSZK-ban  felépült a szocializmus [forrás?]. A Lett Szovjet Szocialista Köztársaság utolsó alkotmányát 1978-ban fogadták el a Szovjetunió 1977-es alkotmánya alapján.

## Megszűnése
A Lett SZSZK Legfelsőbb Tanácsa 1990. május 4-én a Lett SZSZK hivatalos elnevezését Lett Köztársaságra változtatta, majd 1991. március 3-án kinyilvánította Lettország függetlenségét, az ország kilépését a Szovjetunióból. A függetlenség kikiáltását követően mind a mai napig nem sikerült Lettország Oroszországgal közös határvonalában megegyezni.